# Laureles (Texas)
Laureles es un lugar designado por el censo ubicado en el condado de Cameron en el estado estadounidense de Texas. En el Censo de 2010 tenía una población de 3.692 habitantes y una densidad poblacional de 295,07 personas por km².

## Geografía
Laureles se encuentra ubicado en las coordenadas 26°7′11″N 97°29′21″O / 26.11972, -97.48917. Según la Oficina del Censo de los Estados Unidos, Laureles tiene una superficie total de 12.51 km², de la cual 12.43 km² corresponden a tierra firme y (0.64%) 0.08 km² es agua.

## Demografía
Según el censo de 2010, había 3.692 personas residiendo en Laureles. La densidad de población era de 295,07 hab./km². De los 3.692 habitantes, Laureles estaba compuesto por el 79.63% blancos, el 0.05% eran afroamericanos, el 0.62% eran amerindios, el 0.03% eran asiáticos, el 0% eran isleños del Pacífico, el 18.28% eran de otras razas y el 1.38% pertenecían a dos o más razas. Del total de la población el 96.51% eran hispanos o latinos de cualquier raza.